# Euconchoecia
Euconchoecia is een geslacht van kreeftachtigen uit de klasse van de Ostracoda (mosselkreeftjes).

## Soorten
- Euconchoecia aculeata (Scott, 1894)
- Euconchoecia bifurcata Chen & Lin, 1984
- Euconchoecia chierchiae G.W. Müller, 1890
- Euconchoecia elongata Müller, 1906
- Euconchoecia maimai Tseng, 1969
- Euconchoecia pacifica Chavtur, 1976
- Euconchoecia shenghwai Tseng, 1969